# Bagnisiopsis maculans
Bagnisiopsis maculans är en svampart som beskrevs av Chardón 1934. Bagnisiopsis maculans ingår i släktet Bagnisiopsis och familjen Phyllachoraceae.   Inga underarter finns listade i Catalogue of Life.